# Acatzingo, delstaten Mexiko
Acatzingo är en ort i Mexiko.   Den ligger i kommunen Tenancingo och delstaten Mexiko, i den sydöstra delen av landet, 70 km sydväst om huvudstaden Mexico City. Acatzingo ligger 2 149 meter över havet och antalet invånare är 1 949.
Terrängen runt Acatzingo är kuperad. Runt Acatzingo är det tätbefolkat, med 427 invånare per kvadratkilometer. Närmaste större samhälle är Tenancingo de Degollado, 4,2 km norr om Acatzingo. I omgivningarna runt Acatzingo växer huvudsakligen savannskog.